# علم الغدد الصماء العصبية
علم الغدد الصماء العصبية هو الدراسة السريرية لتقلبات الهرمونات وعلاقتها بالسلوك البشري. يمكن النظر إليه من منظور الطب النفسي ، حيث يوجد في بعض اضطرابات المزاج المرتبطة بالغدد الصماء العصبية أو التغيرات الهرمونية التي تؤثر على الدماغ. قد يُنظر إليه أيضًا من منظور علم الغدد الصماء ، حيث يمكن أن ترتبط بعض اضطرابات الغدد الصماء بنتائج صحية سلبية وأمراض نفسية. يمكن أن تؤثر اختلالات الدماغ المرتبطة بمحور HPA - الغدة النخامية - الكظرية على جهاز الغدد الصماء ، والتي بدورها يمكن أن تؤدي إلى أعراض فسيولوجية ونفسية. هذا المزيج المعقد من الطب النفسي وعلم النفس وعلم الأعصاب والكيمياء الحيوية وعلم الغدد الصماء ضروري لفهم وعلاج الأعراض المتعلقة بالدماغ ونظام الغدد الصماء (الهرمونات) والصحة النفسية بشكل شامل. (انظر اضطراب الدماغ البيولوجي العصبي).

## الاضطرابات

### متلازمة ما قبل الحيض واضطراب ما قبل الحيض المزعج
متلازمة ما قبل الحيض هي اضطراب مزاجي يحدث بشكل متكرر في المرحلة الأصفرية المتأخرة من الدورة الشهرية ويختفي في غضون اليوم الأول أو اليومين بعد بداية الدورة الشهرية. تشمل الأعراض الاكتئاب، التهيج، القلق، الأرق، الانتفاخ، ألم الثدي، التشنج، والصداع. حوالي 5-9٪ من النساء في سن الإنجاب يستوفين معايير الدليل التشخيصي والإحصائي للاضطرابات النفسية لهذه المتلازمة. في بعض النساء ، يمثل تدهور نهاية الدورة «تضخيم الدورة الشهرية» لاضطراب مزاجي كامن.
يمكن علاج الاضطراب المزعج السابق للحيض بشكل دوري باستخدام حبوب منع الحمل، أو بمضادات الاكتئاب ، والتي يمكن استخدامها بشكل مستمر أو فقط خلال المرحلة الأصفرية المتأخرة. تم العثور على مثبطات امتصاص السيروتونين الانتقائية (SSRIs) ، لتكون فعالة في علاج المتلازمة. يمكن أن تتأثر الأعراض الجسدية بتناول الكافيين والملح والكحول والنيكوتين ، لذلك يجب مراقبة استخدام هذه المواد وتقليلها. تعتبر إجراءات النوم الصحية، التمارين الرياضية، علاج الاسترخاء، و العلاج السلوكي المعرفي جميعها استراتيجيات فعالة غير دوائية للأعراض الأكثر اعتدالًا.

### اكتئاب ما بعد الولادة
تنقسم الاضطرابات النفسية بعد الولادة عادةً إلى ثلاث فئات: (1) كآبة الأمومة (2) اكتئاب ما بعد الولادة (3) ذهان ما بعد الولادة. قد يكون من المفيد تصور هذه الاضطرابات على أنها موجودة على طول سلسلة متصلة ، حيث يكون اكتئاب ما بعد الولادة هو الأخف ، والذهان هو أشد أشكال الأمراض النفسية بعد الولادة.
ما يصل إلى 85٪ من النساء يعانين من اكتئاب ما بعد الولادة خلال أول أسبوعين بعد الولادة. تشمل الأعراض البكاء وتقلب المزاج والتهيج والقلق. عادةً ما تبلغ هذه الأعراض ذروتها بين أيام 5-7 بعد الولادة ، وتنتقل تلقائيًا في غضون أسبوعين بعد الولادة ، لذلك لا يلزم العلاج الفعال.
يشير اكتئاب ما بعد الولادة إلى نوبة اكتئاب كبرى تحدث بعد الولادة. بينما يمكن أن تصاب النساء بالاكتئاب في أوقات مختلفة بعد الولادة ، يتم تطبيق محدد «ما بعد الولادة» في الدليل التشخيصي والإحصائي للاضطرابات النفسية لعلاج الاكتئاب الذي يبدأ في الأسابيع الأربعة الأولى بعد الولادة. يزداد خطر الإصابة باكتئاب ما بعد الولادة بسبب الاكتئاب أثناء الحمل أو تاريخ من اكتئاب ما بعد الولادة. مقياس ادنبره لاكتئاب ما بعد الولادة هو استبيان مكون من 10 عناصر يمكن استخدامه لتحديد النساء المصابات باكتئاب ما بعد الولادة. على هذا المقياس ، تثير الدرجة 12 أو أكثر أو الإجابة الإيجابية على السؤال 10 (وجود أفكار انتحارية) القلق وتشير إلى الحاجة إلى تقييم أكثر شمولاً.
يمكن أن يشمل علاج اكتئاب ما بعد الولادة العلاج النفسي الفردي أو الجماعي والأدوية والتدخلات الداعمة. ثبت أن الجمع بين العلاج النفسي الفردي (خاصة العلاج المعرفي) والأدوية فعال. لا توجد إرشادات قياسية بخصوص العلاج الدوائي. إن المخاطر المحتملة لتعرض الرضيع لكميات صغيرة من مضادات الاكتئاب في حليب الثدي غير واضحة ، لذلك يجب موازنة خطر عدم تناول مضادات الاكتئاب في كل امرأة مع خطر عدم الرضاعة الطبيعية أو تعريض الرضيع باستمرار الرضاعة الطبيعية. هناك بعض البيانات المطمئنة حول سلامة مضادات الاكتئاب مثبطات استرداد السيروتونين الانتقائية (SSRI)، وعادة ما يتلقى الأطفال الذين ترضعهم الأمهات اللواتي يتناولن مثبطات استرداد السيروتونين الانتقائية (SSRI) مستويات منخفضة من التعرض للأدوية.

### ذهان ما بعد الولادة
ذهان ما بعد الولادة هو أشد أشكال الأمراض النفسية بعد الولادة. إنه حدث نادر يحدث في حوالي 1 إلى 2 لكل 1000 امرأة بعد الولادة. غالبًا ما يكون عرضه دراماتيكيًا ، مع ظهور الأعراض مبكرًا في أول 48 إلى 72 ساعة بعد الولادة. تظهر الأعراض لدى غالبية النساء المصابات بالذهان النفاسي خلال أول أسبوعين بعد الولادة.
تشمل الأعراض تقلب المزاج ، والإثارة ، و الارتباك ، وعدم تنظيم الفكر ، والهلوسة ، والنوم المضطرب. يزداد خطر الإصابة بذهان ما بعد الولادة بسبب وجود تاريخ من الاضطراب ثنائي القطب ، ونوبات سابقة من ذهان ما بعد الولادة ، وتاريخ عائلي للاضطراب ثنائي القطب ، والحمل الحالي هو الأول للمرأة. يمكن أن تكون عواقب ذهان ما بعد الولادة كبيرة ، بما في ذلك الانتحار وإهمال الرضع ووأد الأطفال،  لذلك يتم إدخال النساء المصابات بهذه الحالة إلى المستشفى بشكل عام. يشمل العلاج الحاد استخدام مثبت الحالة المزاجية ومضادات الذهان ، وإذا لزم الأمر استخدام البنزوديازيبين للإثارة.

## روابط خارجية
Storch M، Gaab J، Küttel Y، Stüssi AC، Fend H (يوليو 2007). "Psychoneuroendocrine effects of resource-activating stress management training". Health Psychol. ج. 26 ع. 4: 456–63. DOI:10.1037/0278-6133.26.4.456. PMID:17605565.